# Heterosphaeria alpestris
Heterosphaeria alpestris är en svampart som först beskrevs av Elias Fries, och fick sitt nu gällande namn av Franz Xaver von Höhnel. Heterosphaeria alpestris ingår i släktet Heterosphaeria och familjen Helotiaceae.  Arten är reproducerande i Sverige. Inga underarter finns listade i Catalogue of Life.